# Quarry Village
Quarry Village es una villa de Trinidad y Tobago, que forma parte de la región de Siparia.

## Geografía
La villa abarca parte de la isla Trinidad y limita al norte con Sudama Village y Siparia, al sur con Danny Village, al este con Siparia y Penal Quinam Beach Road (localidad perteneciente a la región de Penal-Debe) y al oeste con Waddle Village.

## Demografía
Datos demográficos de la villa de Quarry Village:
| Gráfica de evolución demográfica de Quarry Village entre 2000 y 2011 |
|                                                                      |